# A Mercury-program űrhajósai
A Mercury-program űrhajósai (eredeti cím: The Right Stuff) 2020-as amerikai drámasorozat, amelyet Mark Lafferty alkotott Tom Wolfe The Right Stuff (magyarul: Az igazak) című könyve alapján. A főbb szerepekben Patrick J. Adams, Jake McDorman, Colin O'Donoghue, Michael Trotter és James Lafferty láthatók.
A sorozatot a Disney+-on mutatták be 2020. október 9-én Amerikában és 2022. június 14-én Magyarországon.

## Cselekmény
A sorozat az űrhajósokat és családjaikat mutatják be azon az úton, ahol vagy hősök lesznek vagy meghalnak. A Mercury Seven űrhajósait nyomon követhetjük a Mojave-sivatagtól a Hold felszínéig.

## Szereplők
| Szereplő              | Színész                  |
| --------------------- | ------------------------ |
| Alan Shepard          | Jake McDorman            |
| Virgil Grissom        | Michael Trotter          |
| John Glenn            | Patrick J. Adams         |
| Scott Carpenter       | James Lafferty           |
| Walter Schirra        | Aaron Staton             |
| Gordon Cooper         | Colin O'Donoghue         |
| Donald Slayton        | Micah Stock              |
| Wernher von Braun     | Sacha Seberg             |
| Mike Turley           | Jordan Woods-Robinson    |
| Louise Shepard        | Shannon Lucio            |
| Betty Grissom         | Rachel Burttram          |
| Annie Glenn           | Nora Zehetner            |
| Rene Carpenter        | Jade Albany Pietrantonio |
| Jo Schirra            | Laura Ault               |
| Trudy Cooper          | Eloise Mumford           |
| Loudon Wainwright Jr. | Josh Cooke               |
| Bob Gilruth           | Patrick Fischler         |
| Jerrie Cobb           | Mamie Gummer             |
| Chris Kraft           | Eric Ladin               |
| Glynn Lunney          | Jackson Pace             |

## Epizódok
| Sor. | Év. | Cím                   | Rendező               | Író                                 | Premier                             |
| ---- | --- | --------------------- | --------------------- | ----------------------------------- | ----------------------------------- |
| 1.   | 1.  | Sierra Hotel          | Chris Long            | Mark Lafferty és Will Staples       | 2020. október 9. 2022. június 14.   |
| 2.   | 2.  | Goodies               | John Coles            | Lizzie Mickery                      | 2020. október 9. 2022. június 14.   |
| 3.   | 3.  | Single Combat Warrior | Louise N.D. Friedberg | Howard Korder                       | 2020. október 16. 2022. június 14.  |
| 4.   | 4.  | Advent                | Nick Copus            | Vinnie Wilhelm                      | 2020. október 23. 2022. június 14.  |
| 5.   | 5.  | The Kona Kai Seance   | Rob Bailey            | Mark Lafferty                       | 2020. október 30. 2022. június 14.  |
| 6.   | 6.  | Ham                   | Nick Copus            | Ameni Rozsa                         | 2020. november 6. 2022. június 14.  |
| 7.   | 7.  | Ziggurat              | Andrew Bernstein      | Vinnie Wilhelm és Danielle Roderick | 2020. november 13. 2022. június 14. |
| 8.   | 8.  | Amaryllis             | Andrew Bernstein      | Mark Lafferty és Vinnie Wilhelm     | 2020. november 20. 2022. június 14. |

## A sorozat készítése

### Előkészület
2017. július 25-én bejelentették, hogy a National Geographic, az Appian Way Productions és a Warner Horizon Television megvették Tom Wolfe 1979-ben megjelent The Right Stuff című regényének képernyőjogait. A sorozatot Will Staples írta, akitől elvárták, hogy Leonardo DiCaprio és Jennifer Davisson mellett vezető producer is legyem.
2019. február 10-én a Televízió Kritikusok Szövetsége téli sajtóturnéján bejelentették, hogy a National Geographic megrendelte a sorozatot. Várhatóan David Nutter rendezi a premier epizódot. További vezető producerek közé tartozik Mark Lafferty és Lizzie Mickery.

### Szereposztás
2019. május 31-én belejentették Patrick J. Adams-ez, mint John Glenn. 2019. június 14-én Jake McDormant és Colin O'Donoghue-t, mint Alan Shepard és Gordon Cooper. 2019. június 21-én Eric Ladin, Patrick Fischler, Nora Zehetner, Eloise Mumford, Shannon Lucio és Josh Cooke csatlakozott a stábhoz. 2019. augusztus 19-én Danny Strongot a NASA szóvivőjének, John A. "Shorty" Powers szerepére választották. 2019. november 29-én belejentették Mamie Gummert, mint Jerrie Cobb.